# Escriptori Remot de Chrome
L'Escriptori Remot de Chrome és una eina d'escriptori remot desenvolupada per Google. Això permet a l'usuari a controlar remotament un altre ordinador. L'Escriptori Remot de Chrome requereix l'ús de Google Chrome, juntament amb la instal·lació d'una extensió de la botiga web de Chrome.
L'Escriptori Remot de Chrome suporta tant un mode d'assistència remot, que permet a l'usuari controlar —amb un protocol privatiu de Google— l'ordinador d'una altra persona (típicament per a diagnosticar o solucionar algun problema) com també un escriptori remot en què un usuari pot connectar-se remotament a una altra màquina pròpia. Mentre assistència remota login via contrasenyes de PASSADOR és disponibles per les terminals que funcionen amb Windows, Mac, Android o sistemes operatius de Linux, el remot desktop la funcionalitat és donada suport per Windows, Mac i sistemes operatius de Linux amb suport de Linux dins beta. Utilitza vídeo VP8 per a mostrar l'escriptori de l'ordinador remot. Sota Windows, dona suport còpia-paste i àudio de temps real alimenta també, però no té una opció per impossibilitar que comparteix i transmissió del corrent d'àudio.